# Santa Terezinha (Timóteo)
Santa Terezinha é um bairro do município brasileiro de Timóteo, no interior do estado de Minas Gerais. Localiza-se no distrito-sede, estando situado na Regional Leste. Segundo o censo demográfico de 2022, realizado pelo Instituto Brasileiro de Geografia e Estatística (IBGE), sua população era de 1 697 habitantes e havia 606 domicílios particulares permanentes ocupados.
De acordo com o IBGE, em 2010 a população era de 1 127 habitantes e havia 341 domicílios particulares.

## História e descrição
O bairro surgiu na década de 1990 e, além de residências, possui um núcleo industrial. Na década de 2000, ruas da localidade ainda estavam em processo de pavimentação. Está situado na margem do anel viário da BR-381, aberto em 2005.
As obras do anel viário não incluíram uma entrada direta para a cidade de Timóteo, o que fez com que acessos clandestinos fossem abertos para uso de grande parte do município, inclusive no Santa Terezinha. Essa situação aumentou o tráfego de veículos no interior do bairro de forma descontrolada, além de elevar a incidência de acidentes na rodovia. Posteriormente, um acesso foi liberado, sendo possível acessá-lo pela Rua dos Portuários.
Além do distrito industrial, estão entre os principais pontos de referência do bairro a Praça Santa Terezinha, inaugurada em 2019, e a Fundação Emalto, que oferece à comunidade atividades culturais e cursos gratuitos de música.